# Panduro Hobby
Panduro Hobby AB är ett svenskt, Malmö-baserat företag som säljer diverse material för hobbyrelaterad verksamhet. Företaget grundades 1955 i Danmark och utökade sin verksamhet till Sverige år 1962 (det svenska bolaget registrerades dock 1960). 
Centrallager och huvudkontor ligger i Malmö. Företaget har 114 butiker fördelat på Sverige, Danmark, Norge och Tyskland, Holland och Belgien och många återförsäljare i Norden. Det finns också återförsäljare i Frankrike, Tyskland, Storbritannien, Finland och på Island. Panduro Hobby förvärvade 100 procent av nederländska Pipoos som hade 33 butiker fördelat i Nederländerna och Belgien. Tillsammans blev Panduro Hobby och Pipoos marknadsledande i Europa med 114 butiker. 
Panduro Hobby driver även varumärket Kreatima – allt för konstnären – med två butiker i Sverige, Stockholm och Göteborg. I oktober 2022 öppnar första Kreatimabutiken i Norge. Kreatima finns även online på Kreatima.com och är då även tillgänglig i Danmark. 
Produktutveckling, inköp och logistik är certifierat enligt ISO 14001.
Sommaren 2022 förvärvades hela Panduros verksamhet av Lekolar.

## Historik
Smeden Carlo Panduro tillverkade på sin fritid souvenirer och smycken och startade så småningom en egen butik. Han började sälja material till kunder som själva ville tillverka saker. Carlos son Jörgen Panduro affärsutvecklade och började leverera till bland annat offentliga institutioner och flyttade till Sverige 1962. Samma år i augusti öppnades den första butiken på Södra Förstadsgatan i Malmö. Sedan 2005 äger sönerna verksamheten och sedan första september 2015 är Michael Forsmark VD.

## Produkter och sortiment

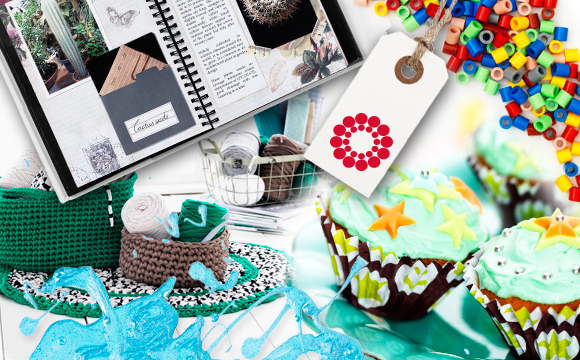
En del av Panduros sortiment.

Panduro Hobby har ca 10 000 produkter i sortimentet varav ca 25% byts ut årligen. Panduro Hobby har egen produktutvecklingsavdelning i anslutning till huvudkontoret på Järnyxegatan i Malmö. Förutom färdiga produktsatser för projekt producerar Panduro Hobby instruktionsvideo till en del av sitt sortiment.

## Källhänvisningar
1. 1 2  "Bolagsöversikt". Allabolag.se. Läst 3 december 2014.
2. 1 2  "Bokslut & Nyckeltal". Allabolag.se. Läst 3 december 2014.
3. ↑  "About Panduro Hobby" Arkiverad 5 oktober 2015 hämtat från the Wayback Machine. Läst 28 oktober 2015.
4. ↑  ”Europa nästa för pyssel från Malmö”. Sydsvenskan. http://www.sydsvenskan.se/ekonomi/europa-nasta-for-pyssel-fran-malmo/. Läst 4 november 2015.